# Gynoeryx teteforti
Gynoeryx teteforti är en fjärilsart som beskrevs av Griveaud 1964. Gynoeryx teteforti ingår i släktet Gynoeryx och familjen svärmare. Inga underarter finns listade i Catalogue of Life.